# Panicum caudiglume
Panicum caudiglume är en gräsart som beskrevs av Eduard Hackel. Panicum caudiglume ingår i släktet vipphirser, och familjen gräs. Inga underarter finns listade i Catalogue of Life.